# Ењ (село)
Ењ (фр. Aignes) насеље је и општина у јужној Француској у региону Миди Пирене, у департману Горња Гарона која припада префектури Мире.
По подацима из 2011. године у општини је живело 238 становника, а густина насељености је износила 10,91 становника/km². Општина се простире на површини од 21,81 km². Налази се на средњој надморској висини од 300 метара (максималној 323 m, а минималној 198 m).

## Демографија
| 1962. | 1968. | 1975. | 1982. | 1990. | 1999. | 2011. |
| ----- | ----- | ----- | ----- | ----- | ----- | ----- |
| 105   | 219   | 184   | 176   | 168   | 193   | 238   |

График промене броја становника у току последњих година